# Anielów
Anielów es un pueblo de Polonia, en Mazovia. Se encuentra en el distrito (Gmina) de Sobolew, perteneciente al condado (Powiat) de Garwolin. Se encuentra aproximadamente a 9 km al noreste de Sobolew, 17 km al sureste de Garwolin, y a 73 km al sureste de Varsovia. 
Entre 1975 y 1998 perteneció al voivodato de Siedlce.